# Holmlia Station
Holmlia Station (Holmlia stasjon eller Holmlia holdeplass) er en norsk jernbanestation på Østfoldbanen i Osloforstaden Holmlia i Søndre Nordstrand. Stationen åbnede oprindeligt i 1932 men blev erstattet af en ny 350 meter nærmere Oslo i 1982. Stationen betjenes af NSB's lokaltog mellem Stabekk og Ski hhv. Moss og har et passagertal svarende til Lysaker og Drammen. Stationsområdet med trappen er tegnet af NSB Arkitektkontor v/ Arne Henriksen. Projektet modtog Houens fonds diplom for 1988. Stationen er udstyret med elevator og mobile ramper til handicappede. Den blev renoveret i vinteren 2010/11.